# Dubravka (Konavle)
Dubravka falu Horvátországban, Dubrovnik-Neretva megyében. Közigazgatásilag Konavle községhez tartozik.

## Fekvése
A Dubrovnik városától légvonalban 29, közúton 37 km-re délkeletre, községközpontjától légvonalban 17, közúton 23 km-re délkeletre, a montenegrói határ közelében, abban a természetes átjáróban fekszik, mely Konavlét a szomszédos Hercegovinával köti össze.

## Története
A település tölgyerdeiről kapta a nevét, melyet a helyiek dubravának neveznek. A falu korábbi neve Mrcine volt, 1959-ig a plébánia is ezt a nevet viselte. Első ismert lakói az illírek voltak, akik magaslatokon épített erődített településeken éltek és kőből rakott halomsírokba temetkeztek. Erődített településük maradványai megtalálható Dubrava határában is a Gradina és Gradac nevű magaslatokon. A közeli Sokol várának helyén is illír erődítmény állt egykor. Halomsírjaik közül mintegy fél tucatnak a maradványa található a település területén. A rómaiak az i. e. 2. században győzték le az illíreket és Epidaurum központtal e területet is a birodalomhoz csatolták. A római hatalmat a népvándorlás vihara rengette meg. A Nyugatrómai Birodalom bukása után a keleti gótok özönlötték el a térséget, őket 537-től 1205-ig kisebb megszakításokkal a bizánciak követték. A 7. században avarok és a kíséretükben érkezett szlávok, a mai horvátok ősei árasztották el a területet. A várakat lerombolták és az ellenálló lakosságot leöldösték. Így semmisült meg a mindaddig fennálló Epidaurum. A túlélő lakosság előbb az északnyugatra fekvő Župára, majd Raguzába menekült.
A település a középkorban is folyamatosan lakott volt. Itt vezetett át a kereskedelmi forgalom Konavléből a szomszédos Hercegovinába. A település híres volt határmenti vásárairól. 
Itt a Szent Borbála templom mellett található egész Konavle legnagyobb fennmaradt középkori temetője. Területe kezdetben Travunja része volt, mely Dél-Dalmácián kívül magában foglalta a mai Hercegovina keleti részét és Montenegró kis részét is. Travunja sokáig a szerb, a zétai és bosnyák uralkodók függőségébe tartozó terület volt. A Raguzai Köztársaság Konavle keleti részével együtt 1419-ben vásárolta meg bosnyák urától Sandalj Hranićtól. A köztársaság uralma idején egyike volt a konavlei kamarás igazgatása alá tartozó falvaknak, ahol a 16. században 50-60 háza volt, mintegy 160 lakossal. 1673-ban Dubravkának 24 lakosa volt, településrészei közül pedig Pičete 85, Vatasi 45, Butkovina 102 lakossal rendelkezett. Egyházi szempontból Grudához tartozott, kivéve Vatasit, mely a pločicai plébánia része volt. A mrcinei plébániát 1731-ben alapították.
Az 1806-ban a Konavléra rátörő orosz és montenegrói sereg a település házait is kifosztotta, közülük sokat fel is gyújtottak. A köztársaság bukása után 1808-ban Dalmáciával együtt ez a térség is a köztársaságot legyőző franciák uralma alá került, de Napóleon bukása után 1815-ben a berlini kongresszus Dalmáciával együtt a Habsburgoknak ítélte. Alsó tagozatos fiúiskoláját 1840-ben említik először, de mivel gazdasági okok miatt sem a megfelelő helyiséget, sem a tanárt nem tudták biztosítani hamarosan bezárták. 1844-ben a földek 23 százaléka volt csak megművelve. A lakosság általában hetente két alkalommal ment vásárba Cavtatra, vagy Raguzába. Leggyakoribb áruja a bor volt, melynek áráért szarvasmarhát és gyapjút vásárolt. A településnek vasúti összeköttetése nem volt, viszont 1893-ban megépült a rajta átvezető út. Az első népiskola 1894-ben nyílt. Ma csak egy háromosztályos alsó tagozatos iskola működök itt a butkovinai településrészen. A felső tagozatos gyermekek Grudára járnak. 1857-ben 543, 1910-ben 568 lakosa volt. 1918-ban az új szerb-horvát-szlovén állam, majd később Jugoszlávia része lett. A délszláv háború idején 1991 októberében a jugoszláv hadsereg, valamint szerb és montenegrói szabadcsapatok foglalták el a települést, melyet kifosztottak és felégettek. A lakosság nagy része a jól védhető Dubrovnikba menekült és csak 1992 októberének végén térhetett vissza. A háború után rögtön megindult az újjáépítés. A településnek 2011-ben 295 lakosa volt. Lakói főként mezőgazdasággal foglalkoztak.

## Népesség
| Lakosság változása | Lakosság változása | Lakosság változása | Lakosság változása | Lakosság változása | Lakosság változása | Lakosság változása | Lakosság változása | Lakosság változása | Lakosság változása | Lakosság változása | Lakosság változása | Lakosság változása | Lakosság változása | Lakosság változása | Lakosság változása |
| ------------------ | ------------------ | ------------------ | ------------------ | ------------------ | ------------------ | ------------------ | ------------------ | ------------------ | ------------------ | ------------------ | ------------------ | ------------------ | ------------------ | ------------------ | ------------------ |
| 1857               | 1869               | 1880               | 1890               | 1900               | 1910               | 1921               | 1931               | 1948               | 1953               | 1961               | 1971               | 1981               | 1991               | 2001               | 2011               |
| 543                | 581                | 562                | 561                | 580                | 568                | 481                | 500                | 495                | 479                | 423                | 366                | 349                | 313                | 265                | 295                |

(1953-ig Mrcine néven.)

## Nevezetességei
- Szent Borbála tiszteletére szentelt temploma az egyik legrégibb eredetű Konavle területén. A mai templomot a középkori épület helyén 1889-ben építették fel. A templomot szárazon rakott kőfallal határolt temető övezi. Ez Konavle legnagyobb középkori temetője 104 ősi sírkővel, melyek főként a 14. és a 15. századból származnak. Közülük 94 egészben, 10 pedig töredékesen maradt fenn. A díszítések között stilizált szőlő, kereszttel díszített rozetta, íj és nyíl, kéz és marok látható, néhányon az írás nyomai is megmaradtak. A temető mellett ókori halomsír található. Mellette vezetett az a kereskedelmi út mely a középkorban Konavléból Hercegovina belsejébe vezetett és már az ókorban is használatos volt. A templom és a temető 2016 óta az UNESCO világörökség részét képezi.[4]
- A Szent Miklós plébániatemplomot 1935 és 1941 között építették a régi plébániatemploma helyén. A régi plébániatemplom 1600-ban, míg a második 1731-ben épült. 1935-ra olyan állapotba került, hogy már nem lehetett felújítani, azért építették a helyére a mai templomot. Felszentelése csak 1990. július 11-én történt. A templom szentélyében a kőből épített oltár és a festett boltozat dominál. A délszláv háború idején súlyos károkat szenvedett. Felújítása 1993-ban történt.
- A gornja dubravkai Mihály arkangyal kápolna a helyi temetőben áll. Első írásos említése a 15. században történt. Mellette halottasház áll.
- A pičetei temetőben álló Szent Kereszt kápolna a 16. századból származik, de már a 15. században említenek ezen helyen egy azonos titulusú kápolnát. A mai épület a 20. század elején épült és állapota miatt újjáépítést, vagy átépítést igényel.
- A pičetei Szent Demeter kápolna a 18. században épült egy ókori szentély helyén.
- A vatasi Keresztelő Szent János kápolnát a 15. században építették. A 18. században barokk stílusban építették át. Közvetlenül alatta ókori vízvezeték nyomai láthatók.
- A butkovai Szent Antal kápolna 1958-ban épült, 1993-ban átépítették.

## Fordítás
Ez a szócikk részben vagy egészben  a   Dubravka (Konavle) című horvát Wikipédia-szócikk ezen változatának fordításán alapul.  Az eredeti cikk szerkesztőit annak laptörténete sorolja fel. Ez a jelzés csupán a megfogalmazás eredetét és a szerzői jogokat jelzi, nem szolgál a cikkben szereplő információk forrásmegjelöléseként.